# Гырбино
Гырбино (болг. Гърбино) — село в Болгарии. Находится в Кюстендилской области, входит в общину Кюстендил. Население составляет 2 человека.

## Политическая ситуация
В местном кметстве Раждавица, в состав которого входит Гырбино, должность кмета (старосты) исполняет Антоанета  Борисова Гогова (Болгарская социалистическая партия (БСП)) по результатам выборов.
Кмет (мэр) общины Кюстендил — Петыр Георгиев Паунов (коалиция в составе 3 партий: Демократы за сильную Болгарию (ДСБ), Союз демократических сил (СДС), партия АТАКА) по результатам выборов.